# メリナ人
メリナ人（Merina）は、マダガスカルの民族。マレー・ポリネシア語派に属する。首都アンタナナリボを中心とする中央高地に住む。17世紀にメリナ王国を建国し、マダガスカル全島をほぼ統一して以降、マダガスカルの政治経済の主導権を握ってきた。

## 歴史
メリナ人は、1世紀前後にインドネシアから移住してきたマレー・ポリネシア系民族の末裔とされている。17世紀にメリナ王国を建国し、19世紀にはほぼ全島を支配下に置くものの、やがてフランスに押され、1896年にメリナ王国は滅亡、フランスの支配下に置かれた。
フランスは植民地統治のために現地エリートを育成したが、そのエリートの大部分は首都アンタナナリボ周辺に住むメリナ人であった。1960年にマダガスカルが独立すると、引き続きメリナ人が社会的エリートの大半を占めた。2009年のクーデターにより政権が変わっても、この構造はそのまま続いた。

## 文化
メリナ人は伝統的に稲を栽培する農耕民であり、中央部の高原に広大な水田地帯を作っている。メリナ人は稲を重視し、稲作が生活のすべての中心となっており、米は食生活の基本である。またメリナ族は現在はキリスト教徒だが祖先祭のファマディハナなど古代の祖先崇拝の名残を保守している。